# The Little Sister (película de 2025)
The Little Sister (en francés La Petite Dernière) es una próxima película francesa dramática sobre la mayoría de edad escrita y dirigida por Hafsia Herzi. Es una adaptación de la novela de autoficción de Fatima Daas de 2020, The Last One. Su protagonista es la recién llegada Nadia Melliti, hija de inmigrantes argelinos en París que lucha por equilibrar las expectativas de su familia con su identidad burguesa. El reparto incluye a Park-ji Min, Louis Memmi, Mouna Soualem y varios actores no profesionales. La película es una coproducción entre Francia y Alemania.
La película se estrenará mundialmente en la competencia principal del Festival Internacional de Cine de Cannes de 2025, donde competirá por la Palma de Oro.

## Argumento
Fátima, de 17 años, es la menor de las tres hijas de una familia franco-argelina. Deseosa de encontrar su propio camino en la vida, comienza sus estudios universitarios en París, donde vive nuevas experiencias. Lucha por desarrollar su identidad y equilibrar sus deseos emergentes, incluida su atracción por las mujeres, al tiempo que mantiene un sentimiento de lealtad hacia su familia.

## Reparto
- Nadia Melliti como Fatima
- Park-ji Min como Ji-Na
- Louis Memmi como Benjamin
- Mouna Soualem como Cassandra

## Producción
The Little Sister es el tercer largometraje de Hafsia Herzi, tras su ópera prima en la Semana de la Crítica You Deserve a Lover (2019) y su premiado en Un certain regard Good Mother (2021). Herzi escribió el guion, que adaptó de la novela debut de Fatima Daas The Last One, que sigue la vida de una joven musulmana mientras explora su sexualidad, religión y relaciones mientras vive en Clichy-sous-Bois, un suburbio de París. Daas describió la novela como una obra de autoficción, ya que la vida de la protagonista, que también se llama Fátima Daas, es paralela a la suya propia.
La película fue producida por Julie Billy y Naomi Denamur para June Films, en coproducción con Arte France Cinéma y el estudio alemán Katuh.

## Estreno
The Little Sister fue seleccionada para competir por la Palma de Oro en el Festival Internacional de Cine de Cannes de 2025, donde se estrenará mundialmente en mayo de 2025.
Las ventas internacionales corren a cargo de mk2 Films. Está previsto que Ad Vitam estrene la película en los cines franceses el 1 de octubre de 2025.

## Recepción

### Premios
| Premio             | Fecha              | Categoría    | Nominado(s)  | Resultado | Ref.  |
| ------------------ | ------------------ | ------------ | ------------ | --------- | ----- |
| Festival de Cannes | 24 de mayo de 2025 | Palma de Oro | Hafsia Herzi | Pendiente | [ 8 ] |